# 卡夫拉莱斯
卡夫拉莱斯，是西班牙阿斯图里亚斯的一个市镇。总面积238平方公里，总人口2323人（2001年），人口密度10人/平方公里。